# Klaus Uwe Feichtinger

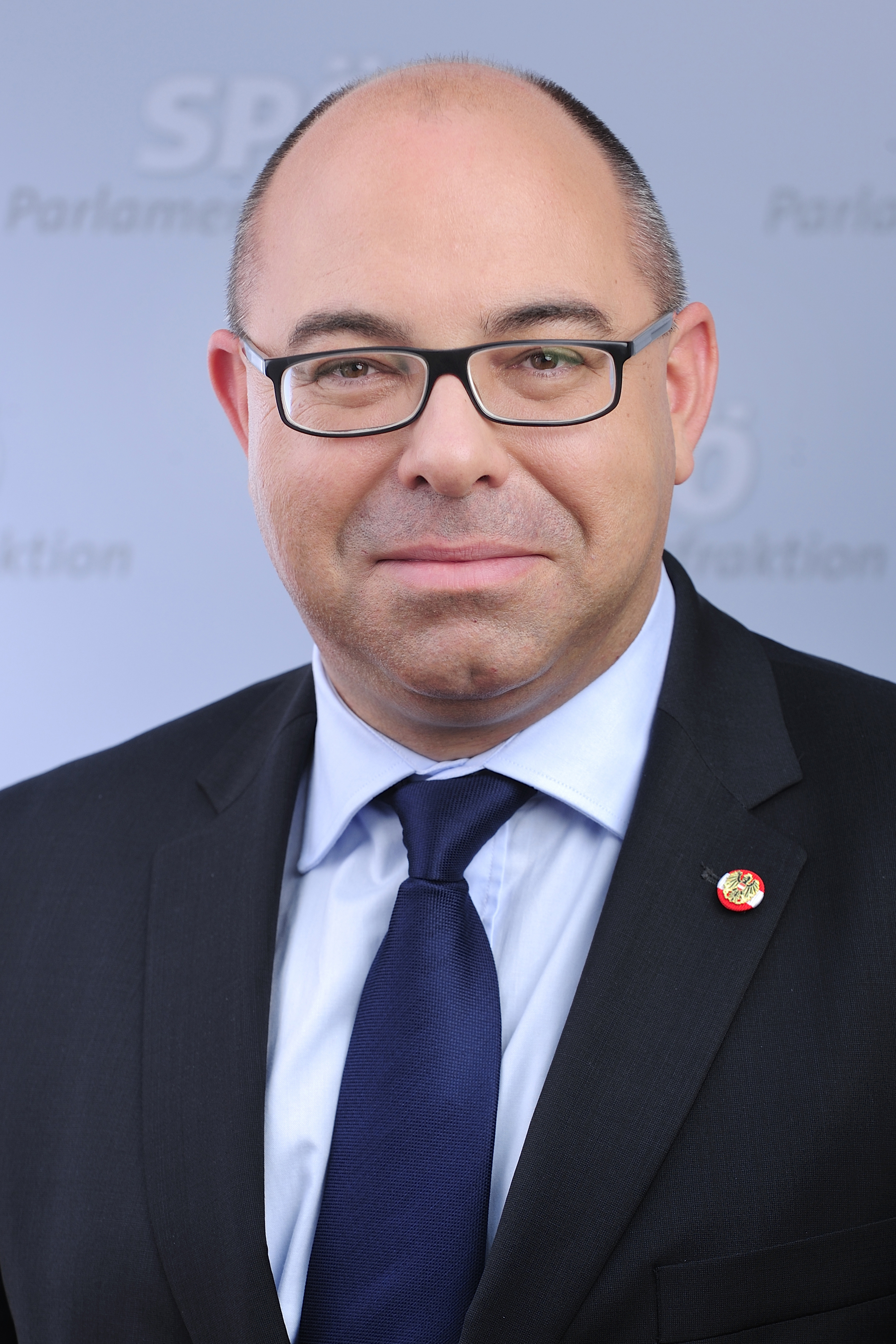
Uwe Feichtinger 2014

Klaus Uwe Feichtinger (* 18. November 1970 in Graz) ist ein österreichischer Politiker (SPÖ) und Geschäftsführer. Er war – mit einer kurzen Unterbrechung im Jahr 2016 – ab der Nationalratswahl 2013 bis zum 22. Oktober 2019 Abgeordneter zum österreichischen Nationalrat.

## Ausbildung und Beruf
Feichtinger besuchte zwischen 1977 und 1981 die Volksschule in Pischelsdorf in der Steiermark und wechselte 1981 an das Bundesgymnasium in Gleisdorf. Dort legte er 1989 die Matura ab. Im Anschluss daran leistete er von 1989 bis 1990 seinen Präsenzdienst ab. 1990 begann Feichtinger ein Diplomstudium der Rechtswissenschaften an der Universität Graz, welches er 1995 abschloss. Zwischen 1997 und 1999 absolvierte er das Doktoratsstudium der Rechtswissenschaften an der Universität Graz, wo er 1999 zum Doktor der Rechtswissenschaft promovierte. 
Feichtinger arbeitete zwischen 1999 und 2003 als Parlamentarischer Mitarbeiter des Weizer Abgeordneten zum Nationalrat Christian Faul und war danach von 2003 bis 2012 als Geschäftsführer der Gemeinnützigen Dienstleistungsgesellschaft der Region Weiz GmbH tätig. Seit 2012 ist Feichtinger Geschäftsführer der Gemeinnützigen Siedlungsgesellschaft ELIN GmbH, seit Juli 2013 fungiert er auch als Stellvertreter des Aufsichtsratsvorsitzenden der GWS Neunkirchen Kommunal Planungs-, Errichtungs- und Servicegesellschaft m.b.H.

## Politik und Funktionen
Feichtinger ist in der Lokalpolitik aktiv, wobei er zwischen den Jahren 2000 und 2004 zunächst als Mitglied des Gemeinderates in der Gemeinde Hirnsdorf aktiv war. Er wechselte in der Folge nach Weiz und wurde dort im Jahr 2005 zum Mitglied des Gemeinderates gewählt. 2008 übernahm er die Funktion eines Stadtrats von Weiz, 2012 wurde er zum Klubvorsitzenden des Gemeinderatsklubs der SPÖ gewählt.
Innerparteilich ist Feichtinger als Mitglied des Bezirksparteivorstands der SPÖ Weiz aktiv, zudem fungiert er als Mitglied des Bezirksparteipräsidiums der SPÖ Weiz und als Stellvertretender Stadtparteivorsitzender und damit auch als Mitglied im Stadtparteivorstand der SPÖ Weiz. Im Bund Sozialdemokratischer Akademikerinnen und Akademiker, Intellektueller, Künstlerinnen und Künstler (BSA) fungiert er zudem als Mitglied des Bezirksvorstandes Weiz. Feichtinger ist Rechnungsprüfer der Kinderfreunde Weiz, Bezirksvorsitzender der Volkshilfe des Bezirksvereines Weiz und Obmannstellvertreter im Sozialhilfeverband Weiz.
Feichtinger kandidierte bei der Nationalratswahl 2013 für die SPÖ, erhielt aber zunächst kein Mandat. Nachdem jedoch Sonja Steßl aus dem Regionalwahlkreis Oststeiermark zur Staatssekretärin im Finanzministerium angelobt wurde, rückte Feichtinger auf ihr Mandat nach.
Feichtinger wurde am 17. Dezember 2013 als Abgeordneter zum Nationalrat angelobt und übte dieses Mandat bis 18. Mai 2016 aus. Er wurde danach kurzzeitig wiederum von Sonja Steßl ersetzt, die mit Ende ihrer Funktion als Staatssekretärin ihr Mandat als Abgeordnete zum Nationalrat angetreten hatte und am 19. Mai 2016 angelobt wurde. Im Juni 2016 wurde der Rückzug von Sonja Steßl aus der Politik bekannt, wobei ihr Nationalratsmandat mit 1. Juli 2016 wieder an Feichtinger ging und dieser damit erneut als Abgeordneter angelobt wurde. Nach der Nationalratswahl 2019 schied er aus dem Nationalrat aus.